# Imant superconductor (física)

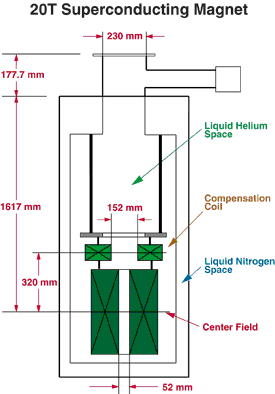
Esquema d'un imant superconductor de 20 tesles amb orifici vertical

Un imant superconductor és un electroimant fet de bobines de fils superconductors. S'han de refredar a temperatures criogèniques durant el funcionament. En el seu estat superconductor, el cable no té resistència elèctrica i, per tant, pot conduir corrents elèctrics molt més grans que el cable ordinari, creant camps magnètics intensos. Els imants superconductors poden produir camps magnètics més forts que tots, excepte els electroimants no superconductors més forts, i els imants superconductors grans poden ser més barats d'operar perquè no es dissipa energia en forma de calor als bobinatges. S'utilitzen en instruments de ressonància magnètica als hospitals i en equips científics com ara espectròmetres de RMN, espectròmetres de masses, reactors de fusió i acceleradors de partícules. També s'utilitzen per a la levitació, la guia i la propulsió en un sistema ferroviari de levitació magnètica (maglev) que s'està construint al Japó.

## Construcció

### Refrigeració
Durant el funcionament, els bobinatges magnètics s'han de refredar per sota de la seva temperatura crítica, la temperatura a la qual el material de l'enrotllament canvia de l'estat resistent normal i es converteix en un superconductor, que es troba en el rang criogènic molt per sota de la temperatura ambient. Normalment, els bobinatges es refreden a temperatures significativament inferiors a la seva temperatura crítica, perquè com més baixa sigui la temperatura, millor funcionen els bobinatges superconductors: més alts són els corrents i els camps magnètics que poden suportar sense tornar al seu estat no superconductor. Dos tipus de sistemes de refrigeració s'utilitzen habitualment per mantenir bobinatges magnètics a temperatures suficients per mantenir la superconductivitat:

#### Refrigerat per líquid
L'heli líquid s'utilitza com a refrigerant per a molts bobinatges superconductors. Té un punt d'ebullició de 4,2 K, molt per sota de la temperatura crítica de la majoria dels materials de bobina. L'imant i el refrigerant estan continguts en un recipient aïllat tèrmicament (dewar) anomenat criostat. Per evitar que l'heli bulli, el criostat es construeix normalment amb una camisa exterior que conté nitrogen líquid (significativament més barat) a 77ºK. Alternativament, un escut tèrmic fet de material conductor i mantingut en 40-60 K. L'interval de temperatura K, refrigerat per connexions conductores al capçal fred del criorefrigerador, es col·loca al voltant del recipient ple d'heli per mantenir l'entrada de calor a aquest últim a un nivell acceptable. Un dels objectius de la recerca de superconductors d'alta temperatura és construir imants que es puguin refredar només amb nitrogen líquid. A temperatures superiors als 20 K el refredament es pot aconseguir sense bullir els líquids criogènics.

#### Refrigeració mecànica
A causa de l'augment del cost i la disminució de la disponibilitat d'heli líquid, molts sistemes superconductors es refreden mitjançant refrigeració mecànica de dues etapes. En general, s'utilitzen dos tipus de criorefrigeradors mecànics que tenen prou potència de refrigeració per mantenir els imants per sota de la seva temperatura crítica. El criorefrigerador Gifford-McMahon està disponible comercialment des de la dècada de 1960 i ha trobat una aplicació generalitzada. El cicle del regenerador GM en un criorefrigerador funciona mitjançant un desplaçador de tipus pistó i un intercanviador de calor. Alternativament, el 1999 va marcar la primera aplicació comercial amb un criorefrigerador de tubs de pols. Aquest disseny de criorefrigerador s'ha tornat cada cop més comú a causa de la baixa vibració i el llarg interval de servei, ja que els dissenys de tubs de pols utilitzen un procés acústic en lloc del desplaçament mecànic. En un refrigerador típic de dues etapes, la primera etapa oferirà una capacitat de refrigeració més alta però a una temperatura més alta (≈ 77 K) amb la segona etapa arribant a ≈ 4.2 K i < 2,0 W de potència de refrigeració. En ús, la primera etapa s'utilitza principalment per a la refrigeració auxiliar del criostat i la segona etapa s'utilitza principalment per refredar l'imant.

### Materials de bobinat
El camp magnètic màxim que es pot aconseguir en un imant superconductor està limitat pel camp en què el material de bobinat deixa de ser superconductor, el seu "camp crític", Hc, que per als superconductors de tipus II és el seu camp crític superior. Un altre factor limitant és el "corrent crític", Ic, en què el material de bobinat també deixa de ser superconductor. Els avenços en els imants s'han centrat a crear millors materials de bobinat.
Les porcions superconductores de la majoria dels imants actuals es componen de niobi-titani. Aquest material té una temperatura crítica de 10 K i pot superconduir fins a uns 15 T. Es poden fer imants més cars de niobi-estany (Nb3Sn). Aquests tenen una Tc de 18 K. En operar a 4.2 K són capaços de suportar una intensitat de camp magnètic molt més alta, fins a 25 T a 30 T. Malauradament, és molt més difícil fer els filaments necessaris amb aquest material. És per això que de vegades s'utilitza una combinació de Nb3Sn per a les seccions de camp alt i NbTi per a les seccions de camp inferior. El vanadi-galli és un altre material utilitzat per a les insercions de camp alt.

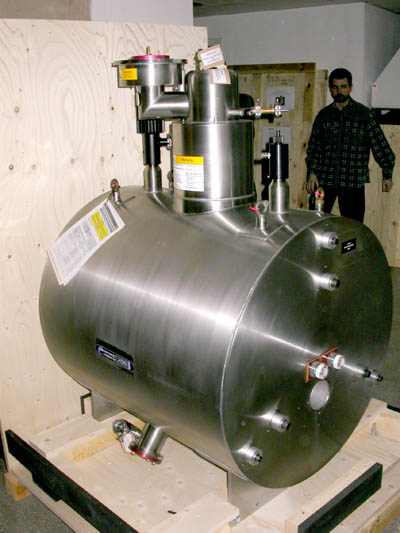
Imant superconductor de forat horitzontal de 7 T, part d'un espectròmetre de masses. El propi imant es troba dins del criostat cilíndric.

## Funcionament

### Font d'alimentació
El corrent als bobinatges de la bobina és proporcionada per una font d'alimentació de corrent continu i molt baixa tensió, ja que en estat estacionari l'únic voltatge a través de l'imant es deu a la resistència dels cables d'alimentació. Qualsevol canvi en el corrent a través de l'imant s'ha de fer molt lentament, primer perquè elèctricament l'imant és un gran inductor i un canvi brusc de corrent donarà lloc a un gran pic de tensió als bobinatges i, el que és més important, perquè els canvis ràpids de corrent poden causar remolí. corrents i esforços mecànics en els bobinatges que poden precipitar un apagat (vegeu més avall). Així, la font d'alimentació sol ser controlada per microprocessador, programada per aconseguir canvis de corrent gradualment, en rampes suaus. Normalment es triguen uns quants minuts a activar o desactivar un imant de mida de laboratori.

### Mode persistent
Un mode de funcionament alternatiu utilitzat per la majoria dels imants superconductors és curtcircuitar els bobinatges amb un tros de superconductor una vegada que l'imant s'hagi activat. Els bobinatges es converteixen en un bucle superconductor tancat, la font d'alimentació es pot apagar i els corrents persistents fluiran durant mesos, preservant el camp magnètic. L'avantatge d'aquest mode persistent és que l'estabilitat del camp magnètic és millor que la que s'aconsegueix amb les millors fonts d'alimentació, i no es necessita energia per alimentar els bobinatges. El curtcircuit es fa mitjançant un "interruptor persistent", una peça de superconductor dins de l'imant connectat als extrems del bobinat, connectat a un petit escalfador. Quan l'imant s'encén per primera vegada, el cable de l'interruptor s'escalfa per sobre de la seva temperatura de transició, de manera que és resistent. Atès que el bobinatge en si no té resistència, no passa corrent pel cable de l'interruptor. Per passar al mode persistent, s'ajusta el corrent d'alimentació fins que s'obté el camp magnètic desitjat i, a continuació, s'apaga l'escalfador. L'interruptor persistent es refreda a la seva temperatura superconductora, curtcircuitant els bobinatges. A continuació, es pot apagar la font d'alimentació. El corrent de bobinatge i el camp magnètic no persistiran per sempre, sinó que decairan lentament segons una constant de temps inductiva normal ( L / R ):
{\displaystyle H(t)=H_{0}e^{-(R/L)t},}
on {\displaystyle R} és una petita resistència residual en els bobinatges superconductors a causa de les articulacions o un fenomen anomenat resistència al moviment del flux. Gairebé tots els imants superconductors comercials estan equipats amb interruptors persistents.